# Produção cinematográfica
Segundo o Dicionário Houaiss, produção é o ato de produzir, mas também o resultado deste ato, e portanto o volume do que se produz, a capacidade de produzir e mesmo o próprio produto. No campo do audiovisual, e particularmente no cinema, produção pode ser:
- o conjunto de todas as fases necessárias para a realização de um filme ou produto equivalente;
- apenas as fases intermediárias da realização audiovisual, as que se situam entre a pré-produção e a pós-produção, compreendendo basicamente a etapa de filmagem;
- o trabalho ou a atividade do produtor cinematográfico;
- (em algumas circunstâncias) sinônimo de filme, no sentido de produto audiovisual.'Produção cinematográfica é o processo de fazer um filme, de uma ideia inicial de história ou escrita do roteiro, filmagem, edição e finalmente distribuição para um público. Tipicamente isso envolve um grande número de pessoas e o processo pode demorar de meses a anos para ser completado. Uma produção cinematográfica pode ocorrer em qualquer lugar do mundo, com grandes diferenças de contexto econômico, social e político, usando uma variedade de tecnologias e técnicas.

Produção de cinema requer muito planejamento e organização. Deve-se fazer um roteiro de tudo o que será necessário no set, desde alimentação até os equipamentos de iluminação e maquinaria.
Entre os processos necessários para criação de um filme estão: criação do roteiro, storyboards com desenhos de todas as cenas para facilitar na preparação do set, planejamento, equipe técnica, elenco, preparação do set, cenários, captação das imagens internas e externas, filmagem, trilha sonora, edição, pós-produção, promoção e distribuição, além de muitos outros.